# 和賀仙人站
和賀仙人站（日语：／ Waka-sennin eki */?）位於岩手縣北上市和賀町仙人，是東日本旅客鐵道（JR東日本）北上線的車站。

## 車站構造
島式月臺擁有1面2線的地面車站。無人車站，由北上車站管理。

### 月台配置
| 月台 | 路線    | 方向 | 目的地             |
| ---- | ------- | ---- | ------------------ |
| 1    | ■北上線 | 上行 | 北上方向           |
| 2    | ■北上線 | 下行 | 安心湯田、橫手方向 |

## 車站周邊
- 國道107號
- 和賀川

## 歷史
- 1921年（大正10年）11月18日 - 設立。
- 1962年（昭和37年）12月1日 - 為了建設湯田水壩變更路線，站房移至現址。
- 1987年（昭和62年）4月1日 - 國鐵分割民營化後成為JR東日本轄下的車站。。
- 1994年（平成6年）10月1日 - 由於實施特殊自動閉塞化，降為無人車站。廢除和賀仙人站長、改由安心湯田站管理。
- 1999年（平成11年） - 可能於此時改建車站。
- 2007年（平成19年）3月18日 - 廢止安心湯田站長，改由北上站管理。

## 相鄰車站
東日本旅客鐵道
■北上線
岩澤－和賀仙人－湯田錦秋湖
- 1970年以前和賀仙人站和湯田錦秋湖站之間設有大荒澤號誌站。此號誌站在1962年路線變更前是被稱為大荒澤站。